# Heidelbergi magyar peregrinusok listája

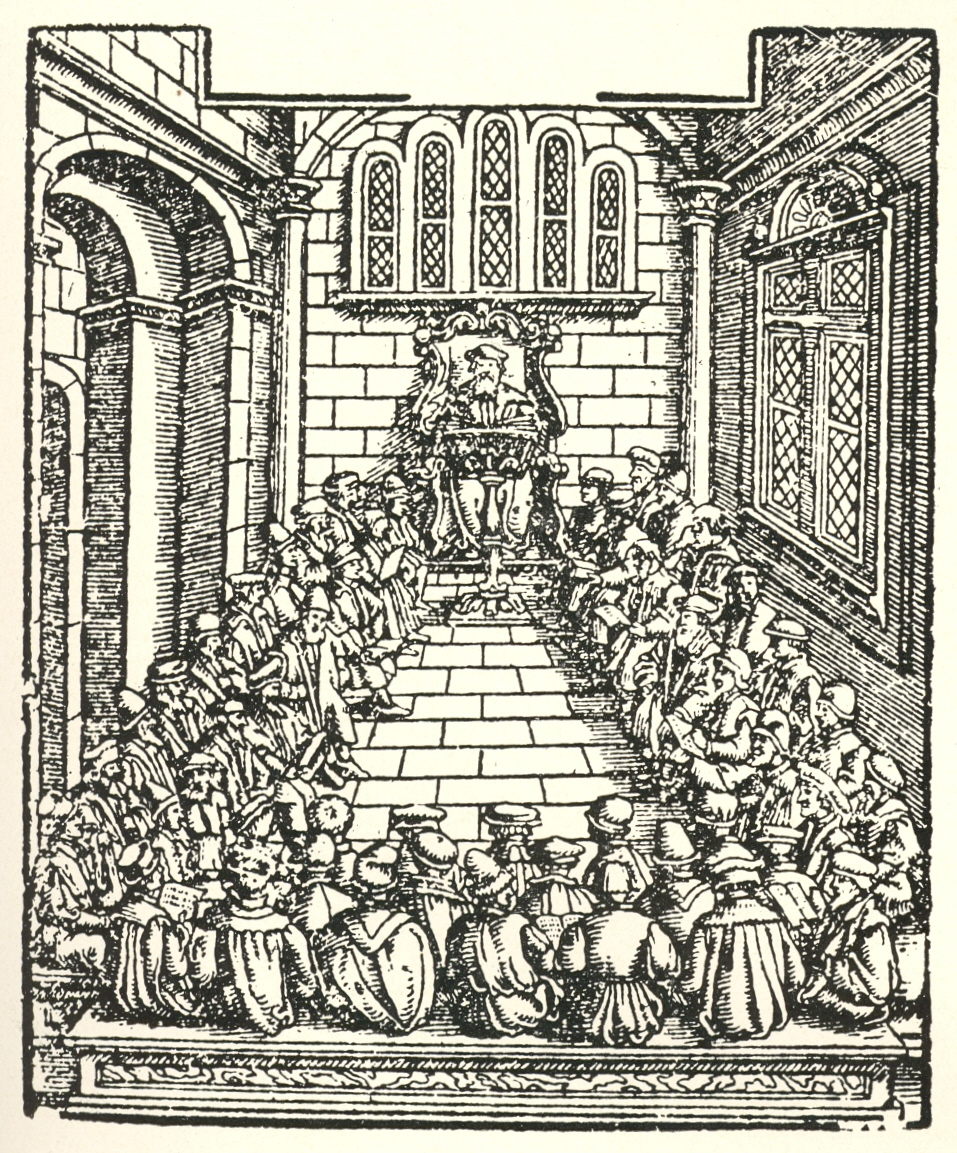
Hohe Schul zu Heydelberg. Fametszet Sebastian Münster: Cosmographia című könyvéből, 1544.

Az alábbi listában a heidelbergi magyar peregrinusokat soroljuk fel. Az önálló szócikkel nem rendelkezők neve ide irányít át, ezért nevük vastagítva jelenik meg, és a forrásban fellelhető összes lényeges adat fel van tüntetve. Az önállóan is nevezetesekről csak az azonosításhoz szükséges adatok szerepelnek, a többi információ a hivatkozott szócikkben található.
Noha egy-egy magyar diák beiratkozására már 1460-ból, 1502-ből és 1505-ből van adat, a magyar diákok heidelbergi peregrinációja a 16. század második felétől kezdve a 17. század első két évtizedében volt jellemző. A Heidelbergi Egyetem tanulmányi színhellyé választása az 1590-es években vált tömegessé, amikor a Pfalzi Választófejedelemség a reformáció élére állt. A lutheri tanokat követő Wittenberggel szemben Heidelberg a helvét irányzat központjává vált, de unitárius diákok is tanultak itt. A városba irányuló peregrináció fénykora a harmincéves háborúig tartott, amikor 1622-ben a Katolikus Liga Tilly által vezetett katonái feldúlták a várost; ezt követően a református diákok leginkább Hollandia és Anglia felé tájékozódtak. A heidelbergi peregrinusok hazatérve máig jelentőst hatást gyakoroltak a vallási, kulturális és politikai életre.
- Albensis Nagy János (Albensis János, Fehérvizi János, Gyulafehérvári János) (17. század) prédikátor[3][4]
- Alvinczi Péter (Nagyenyed, 1570 – Kassa, 1634. november 26.) református lelkész, hitvitázó[5][6]
- Sebastianus Ambrosius Ambrosius Lam Sebestyén fia, Görlitzben és Wittenbergben is tanult. Műve: Ad solennem miraculose recuperati Jaurini recordationem (Görlitz, 1602). Ismert két levele Szenczi Molnár Alberthez.[7]
- Aszalós Mihály[8][9]
- Bakai Jacobides Gergely (Bakai Gergely) művei: Disputatio theologica de sacramento coenae domini et missa pontificia (1617); Theses theologicae de ecclesia (1617). 1627-ben sárospataki lelkészként szolgált.[10][11]
- Balai Mihály református lelkész.[12][13]
- Barcsai Zsigmond (? – 1652. február 23.) középszolnoki főispán(?)[12][14]
- Martinus Bausner[15]
- Békési András Tanult a marburgi egyetemen is. Művei: De legis usu et abusu (Heidelberg, 1616); De vocatione ministrorum Ecclesiae (1615); De satisfactione Christi pro nobis (1616).[16]
- Békési Péter műve De officio triplici mediatoris Christi (1602)[16]
- Bethlen István (1606 – 1632. december 23.) nagyváradi főkapitány, főispán[17][18]
- Bihari Pap Benedek kolozsvári református rektor.[19]
- Bojthi Veres Gáspár (Bojt, 1595 körül – 1640 után) tanár, Bethlen Gábor titkára és I. Rákóczi György fejedelem udvari embere[20][21][22]
- Bornemisza János Járt Wittenbergben és Marburgban is. 1624-ben adakozott Szenczi Molnár Albert Kálvin-fordításának, az Institutiónak kiadására.[23]
- Borsai Márton Tanult Marburgban is. 1633-ban Telegden volt pap.[24]
- Borzási B. Balázs Bereg megyei származású. Művei: Dissertatio qua symboli d. Athanasii de sss. Trinitate notis breviter declerata doctrina. (Heidelberg, 1618) és De perseverantia sanctorum in fide. (Heidelberg, 1620). A heidelbergi tanulók 1617-ben latin verseket adtak ki Bethlen Gábor dicsőítésére, az ő verse is köztük van.[24][25]
- Borzási C. Péter (Borzási Csopa Péter) Disputációi: De vanitatibus Bell (armini) circa controversiam de clericis. (Heidelberg, 1611) és De vanitatibus Bellarmini circa controversiam de gratia et libero arbitrio.(Heidelberg, 1611).[26][27]
- Bölöni Mihály 1603-tól orvosi tudományokat tanult. Művei: De lege et evangelio. (Heidelberg, 1604); De coena domini et missa papistica. (Heielberg, 1604) és Theses physicae de natura. (Heidelberg, 1604.)[28][29]
- Budai Karácsony János református lelkész.[30][31]
- Czeglédi György[32]
- Czeglédi Szabó Pál (? –1649. augusztus 26.) dunántúli református püspök 1641-től.[33]
- Csanaki Mant Máté (?, 1594 – Kolozsvár 1636. december)[34][35]
- Csengeri Pásztor József 1625-ben Szatmárnémetiben, 1648-ban Hadadon volt pap. Művei: De peccato (1614); De certitudine fidei, justifications, et per sever entiae fidelium ; nec non bonorum operum perfectione, justificatione et meritis (1615); De Antichristo (1615).[35]
- Csepei Sidó Ferenc műve: Pro Aeterna Divinitate Filii Dei Domini Nostri Jesu Christi, Argumenta quaedam Selectiore ex Apocalipsi S. Joannis Evangelistae et Apostoli excerpta breviterq. ad serta. (Heidelberg, 1618)[35][36]
- Csulai György (? – 1660) erdélyi református püspök[37][38][39]
- Darnai László György 1625-ben Nagymagyaron, 1636 körül Szőnyben volt lelkész. Művei: Három cím nélküli disputáció (1619); Disputatio harmonica confessionum Augustanae, Palatinae et Helveticae, Orthodoxorum consensum exhibens.[40]
- Debreceni Nagy Ferenc az 1630-as évek elején Tállyán volt pap.[41]
- Debreceni Sós Péter 1597-ben még Wittenbergben tanult. 1598. április 8-án iratkozott be a heidelbergi egyetemre. 1598. augusztusban a beteg Szenczi Molnár Albertet adománnyal segítette. Allacrumatio Parentis super funus filioli címmel latin verse jelent meg az 1597-ben Wittenbergben kiadott Threnodiai in praematurum obitum Joannis Wendighi gyűjteményben.[41][42]
- Decsi István (? – Nagyvárad, 1631. június 15.) református lelkész[43][44]
- Diószegi Mihály 1646-tól tiszántúli református püspök.[45]
- Diószegi Péter 1615–16-ban tanult Heidelbergben. Műve: De sacrae scripturae authoritate, canone, lectione, necessitate, obscuritate, perfectione. (Heidelberg, 1616.)[46][47]
- Dobrai Várdi Mihály művei: De libertate Christiana (1608); De invocatione Sanctorum (1609); De sacra seriptura (1609); De incarnatione Filii Dei (1609); De vanitatibus Bellarmini circa contraversiam de pseudo-Sacramento Poenitentiae (1610).[45]
- Eperjesi Mihály (1646 – Vízakna 1715. augusztus 20.) református lelkész[48][49]
- Erdőbélteki Mihály Marburgban is tanult. Két cím nélküli disputációja maradt fenn.[50]
- Érsekújvári Gáspár (egyes forrásokban Érsekujvári vagy Újvári; névváltozatain Caspar Uywarinus vagy Caspar Erseck Uyvarinus) 1601. március 29-én iratkozott be a heidelbergi egyetemre. Doktori disszertációja De sa pontificia címmel jelent meg 1601. július 11-én. 1602 szeptembere és novembere között készült visszatérni eredeti lakhelyére, emiatt otthonról ösztöndíját várta, hogy ki tudja fizetni az adósságait.[50][51]
- Fegyvereki Csontos István[52]
- Fegyverneki Hajtó János[52]
- Fegyverneki István 1608. szeptember 13-tól Debrecenben, 1615. november 6-tól Heidelbergben tanult. Műve: Theses theologicae, de potestate ecclesiastica, quas discutiendas proponit. (Heidelberg, 1617).[52][53]
- Félegyházi Máté műve: De justificatione fidei (1603).[54]
- Bartholomeus Fölken[55]
- Geleji Katona István (Gelej, 1589 – Gyulafehérvár, 1649. december 12.) erdélyi református püspök, egyházi író.[56][57]
- Gönci F. János művei: három cím nélküli disputáció; De gubematione rerum formatarum seu Providentia Dei (1620); De Anti-Christo~~ (1620).[58]
- Gyárfás Gáspár (Járfás Gáspár) Három rövid értekezése jelent meg Pareus-féle Collegiorum theologicorum pars altera. (Heidelberg, 1620) című gyűjteményben.[59][60]
- Gyöngyösi Kiséri András[61][58]
- Gyurói Pál (Gyurai Kevi Pál, Kevi Pál) művei: De peccato in genere(1608); De matrimonio errores pontificiorum (1609); De vanitatibus Bellarmini circa controversiam de bonis operibus in particulari oratione, jejunio et eleemosyna (1610).[62][63][64]
- Georgius Hendelius[65]
- Paulus Herbart műve: De persona Christi (1602).[65][66]
- Martinus Hoggeus[65]
- Jászberényi Mátyás (17. század) református lelkész[67][68][69][60]
- Kanizsai Mihály református lelkész.[70][71]
- Kanizsai Pálfi János dunántúli református püspök 1629-től.[72][73]
- Kaposi Sartorius János[74]
- Kárásztelki Szilágyi Pintes Mihály református lelkész.[75][76]
- Károlyi András református lelkész. Művei: De persona et officio Christi mediatoris (1616); De Sacramento coenae Domini (1617); Brevis sermo de coena Domini agenda és prédikáció magyarul a Consecratio Templi Novi című gyűjteményben (Kassa, 1625).[77][78]
- Károlyi Ketü István (17. század) református lelkész[78][79][80]
- Károlyi K. György (Károli C. György) kassai rektor, Bethlen István nevelője. Fennmaradt három cím  nélküli disputációja; gyászbeszédet mondott Károlyi Zsuzsanna felett.[81][82]
- Károlyi Sánta Benedek (?, ? – Szatmár, 1631) református lelkész[81][83][84]
- Kecskeméti Alexis János[85][86]
- Kecskeméti Buzás János[86]
- Kecskeméti C. János[87][88]
- Kecskeméthi Mihálfi János[89][90]
- Keresszegi Herman István  (Körösszeg, ? – Debrecen, 1641. március 19.) református püspök.[91][92]
- Kernyei Kunrád István[93][94]
- Kertvélyesi Pastoris János[94]
- Keserüi Dajka János (Érkeserű, 1580 – Gyulafehérvár, 1633. május 18.) református lelkész és püspök, egyházi író, Bethlen Gábor udvari papja.[95][96]
- Kisdobszai P. Péter (Kis-Dopszai S. Péter)[97][98]
- Komáromi Flórián Gáspár (Komárom, ? – Tarcal, 1622. június 18.)[99][100]
- Komáromi Szerafin Pál (Seraphin Pál)[100][101]
- Kornis Mihály[102][103]
- Kóródi Bedő Dániel[103][104]
- Kóródi B. István[103]
- Kovásznai Imre[105][106]
- Kökényesdi Fekete Tamás[106][107]
- Krausz János[108]
- Thomas Krizhaimer[109]
- Lazari Egri Gáspár[110]
- Lengyel Miklós[111]
- Lévai H. János[111][112]
- Lévai Suba Tamás[113][114]
- Lővei Pellionis György (Leövei (Pellionis) T. György) (17. század) református lelkész[115][116][117]
- Joannes Ludovicus[117]
- Major Mátyás[118]
- Megyei G. Mihály[119]
- Megyeri M. János[119]
- Miklósvári Rácz Tamás (17. század) református tanár[120][121][122]
- Milotai Nyilas István (1571–1623) református püspök[123][124]
- Mindszenti Cz. Imre[125][126]
- Miskolczi Csulyak István[127][128]A heidelbergi egyetemről „hazatérő s Tarcalon 1608-ban iskolamesterséget vállaló Miskolci Csulyak István ebben a kis bortermelő mezővárosban görög nyelvet is tanított.”[129]
- Miskolci Lucius István[130]
- Miskolczi S. János[131][132]
- Mogyorósi Sámuel (18. század)[133][134]
- Muraközi Dús Márton (?, ? – Sárospatak, 1622. második fele) református tanár[135][136][137]
- Nádudvari Szabó György[138][139]
- Nagy János[140]
- Nagyberényi János (17. század) református lelkészjelölt[141][142]
- Onadi P. György[143]
- Óvári Sidó János (17. század) református lelkészjelölt[143][144]
- Pankotai Bán István[145]
- Patai Tatár Mihály[146]
- Pataki Füsüs János[147][148]
- Pécseli Király Imre (Pécsely, 1590 körül – Érsekújvár, 1641 körül) református lelkész[149][150]
- Pécsváradi Péter (? – Nagyvárad, 1645) református lelkész.[151][152][153]
- Péli S. István (17. század) református lelkészjelölt[154][155][156]
- Petri Zobas Ferenc[157]
- Ponicoenus György József (Panicza György József) (17. század) református lelkész[158][159][160]
- Porcshalmi F. Pál[160]
- Prágai András[161][162][163]
- Ráckevi István (Ráczkevei István)[164][165]
- Rákai Márton[166]
- Rettegi Pulchri András[167][168]
- Rimaszombati Mihály (1633 – ?) református esperes[169]
- Joannes Rothus[168][170]
- Paulus Rot[168]
- Sághi Boldizsár Mihály[168]
- Samarjai Máté János (?, 1585. február 21. – ?, 1652) református püspök.[171][172][173]
- Samarjai Sartoris György[174][175]
- Sámsondi Pastoris Márton[176][177]
- Georgius Scholner[177]
- Simándi Bodó Mihály (?, 1591. szeptember 29. – ?, ?) egy ideig püspökséget is viselt református lelkész.[178][179][180]
- Somosújfalvi Érsek Péter[178][181][182]
- Sonkádi János[183]
- Sövényfalvi Lengyel Zsigmond (?, ? – Déva, 1738) ref. esperes[184]
- Súri Orvos Mihály[185][186]
- Súri Orvos Pál (17. század) református lelkészjelölt[187][188][189]
- Szánthai C. Mátyás[190]
- Szántai Pastoris István[190]
- Szatmárnémethi István[191][192]
- Száraszi Ferenc (?–1610) református lelkész[193][194]
- Szegedi L. János (Szeged, ? – ?, ?) református lelkész[195][196]
- Szegedi Pastoris Benedek[197]
- Szegedi Pastoris Dániel[198][199][197]
- Szenci Boros János[200][201]
- Szenczi Molnár Albert ((Szenc, 1574. augusztus 30. – Kolozsvár, 1634. január 17.) református lelkész, nyelvtudós, filozófus, zsoltárköltő, egyházi író, műfordító[202][203][204]
- Szentgyörgyi Nagy Bálint (17. század) református esperes[205][206][207]
- Szentkirályi M. Benedek[207][208][209]
- Szepsi Bényes Pál[210]
- Szepsi H. Mihály[210][211]
- Szepsi Korocs György (17. század) református lelkész[212][213][214]
- Szepsi Sartoris István[215][216]
- Szepsi Vince[217]
- Szikszai András[217][218]
- Szikszai D. István[219][220]
- Szikszai Maior Mátyás[221]
- Szikszai Siderius István[221]
- Szilvási K. István[222]
- Szilvási K. Márton[223][224][225]
- Szölősi Bede János[226]
- Taksonyi Rácz Péter[227][228]
- Tállyai István[227]
- Tállyai Putnoki János (Tállya, ? – Nagyvárad, 1644) református esperes.[229][230][231]
- Thasnádi Kincses Imre[232]
- Stephanus Thomaeus[232]
- Thököly István[232]
- Thököli Miklós[233][234]
- Thuri György[233][235][236]
- Thuri Szántó János (Szento Thuri János) (17. század) református lelkész[237][238][239]
- Tiszabecsi P. Tamás (? – 1645) református esperes.[240][241][242]
- Tornai Pastoris Ferenc[243][244]
- Tölcseki Pitter Mihály (Tölcéki Pitter Mihály) (17. század) református lelkész[245][246]
- Udvarhelyi György [246]
- Újfalvi Katona Imre (Újfalu, 1572 – Bodrogkeresztúr, 1610. október 22.) református lelkész, Rákóczi Zsigmond udvari papja.[247][248][249]
- Újhelyi S. Mihály[250]
- Váci T. Péter[251]
- Váci Sutoris Péter[252][253]
- Váradi Jakab[253]
- Váradi Tonsoris István[254][255]
- Váradi Sartoris András[256]
- Vári Miklós[257][258]
- Varsányi Pastoris Dániel[258]
- Varsányi P. István[259][260]
- Vásárhelyi György 17. század) református lelkész[261][262]
- Vásárhelyi Mózes[263]
- Velechinus István (Stephanus Velechinus, Stephanus Velichinus, Stephanus Pastoris Velechinus, Stephanus Vellecninus)[264][265][266]
- Viski Bene Márton[267]
- Viski Fabricius István[268]
- Vizsolyi Hunyor Mihály[269]